# Kolonja (Lushnja)
Kolonja (albanisch auch Kolonjë) ist ein Ort in Albanien rund zehn Kilometer Luftlinie nördlich von Fier. Die Gemeinde Kolonja wurde 2015 in die Bashkia Lushnja eingegliedert und ist seither eine Njësia administrative innerhalb der Bashkia. Diese hat 4147 Einwohner (Volkszählung 2023).

## Geographie

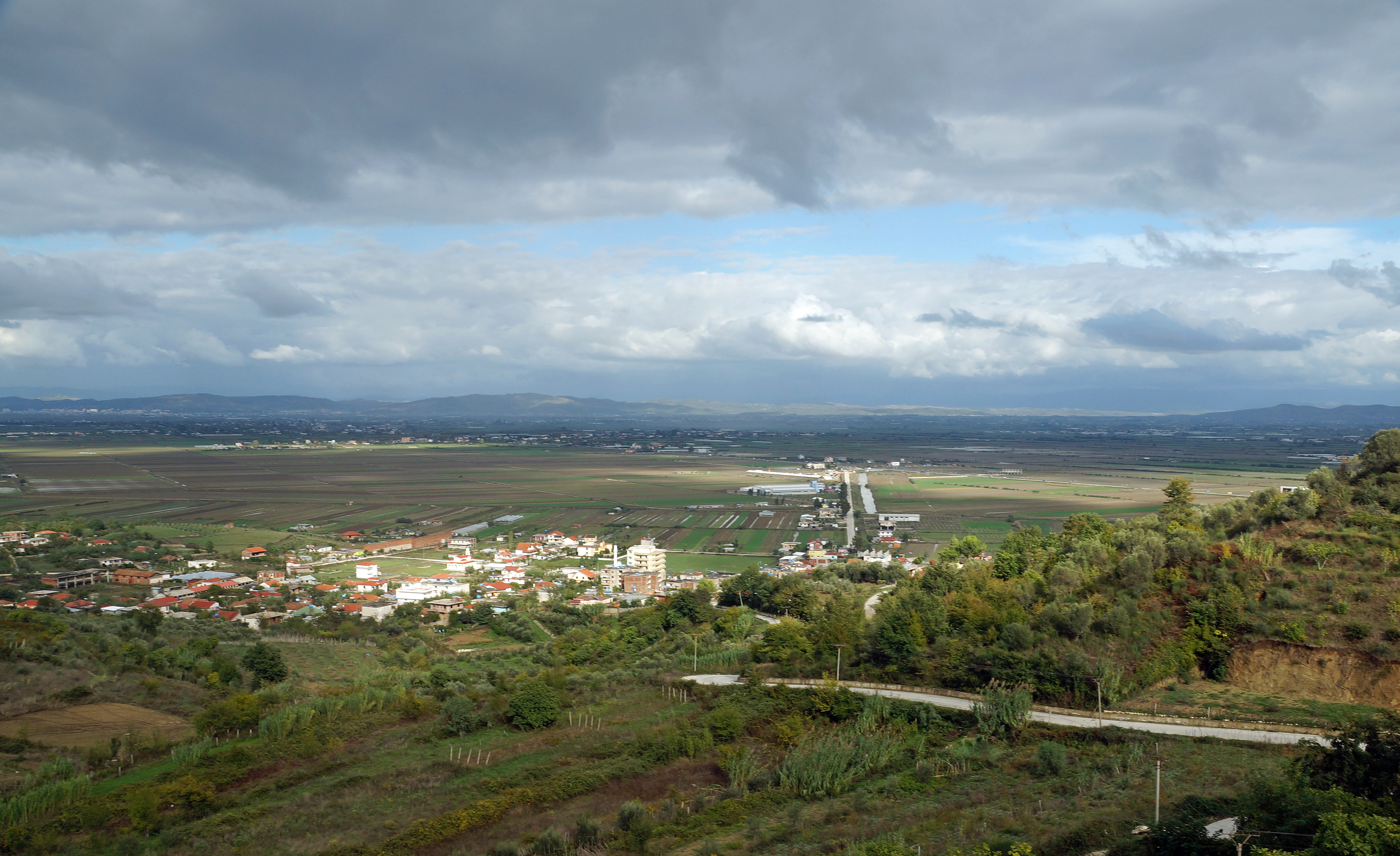
Blick über das Dorf und die Ebene nach Nordosten

Kolonja liegt zentral in der großen Myzeqe-Ebene, die die küstennahe Landschaft Mittelalbaniens prägt. Die Ebene wird von ein paar wenigen Hügeln durchzogen. Kolonja liegt am östlichen Fuß eines dieser Hügelzüge, der Kodrat e Ardenicës genannt wird und oberhalb des Dorfes eine Höhe von 226 m ü. A. erreicht – sich also um über 200 Meter aus der Ebene erhebt.
Auf dem Hügel beim höchsten Punkt liegt das Kloster Ardenica.
Zur ehemaligen Gemeinde Kolonja respektive der heutige Njësia administrative gehören noch acht weitere Dörfer:
- Ardenica – rund ein Kilometer südlich am Hügelfuß
- Bitaj – rund zwei Kilometer nördlich am Hügelfuß
- Rrapëza Sektor, Rrapëza Fshat, Gorrea, Lumth, Bishqethëm, Shakuj – nordwestlich in der Ebene in der Reihenfolge der zunehmenden Distanz von drei bis sieben Kilometern

Die Dörfer in der Ebene liegen alle nordwestlich der Nationalstraße mit der Ausnahme von Bishqethëm, dessen Zentrum sich südlich der Straße und jenseits des historischen Flusslaufs des Dell i Rrethit befindet, der sich hier mäandernd durch die Ebene zog. Der Kanal, der heute die Ebene entwässert, verläuft jedoch am nördlichen Dorfrand.

## Verkehr
Die wichtige Nordsüdverbindung Rruga shtetërore SH4 passiert Kolonja. Nach Lushnja sind es rund 14 Kilometer fast schnurgerade Straße durch die Ebene. Nach Lushnja sind es nicht ganz zwölf Kilometer. 

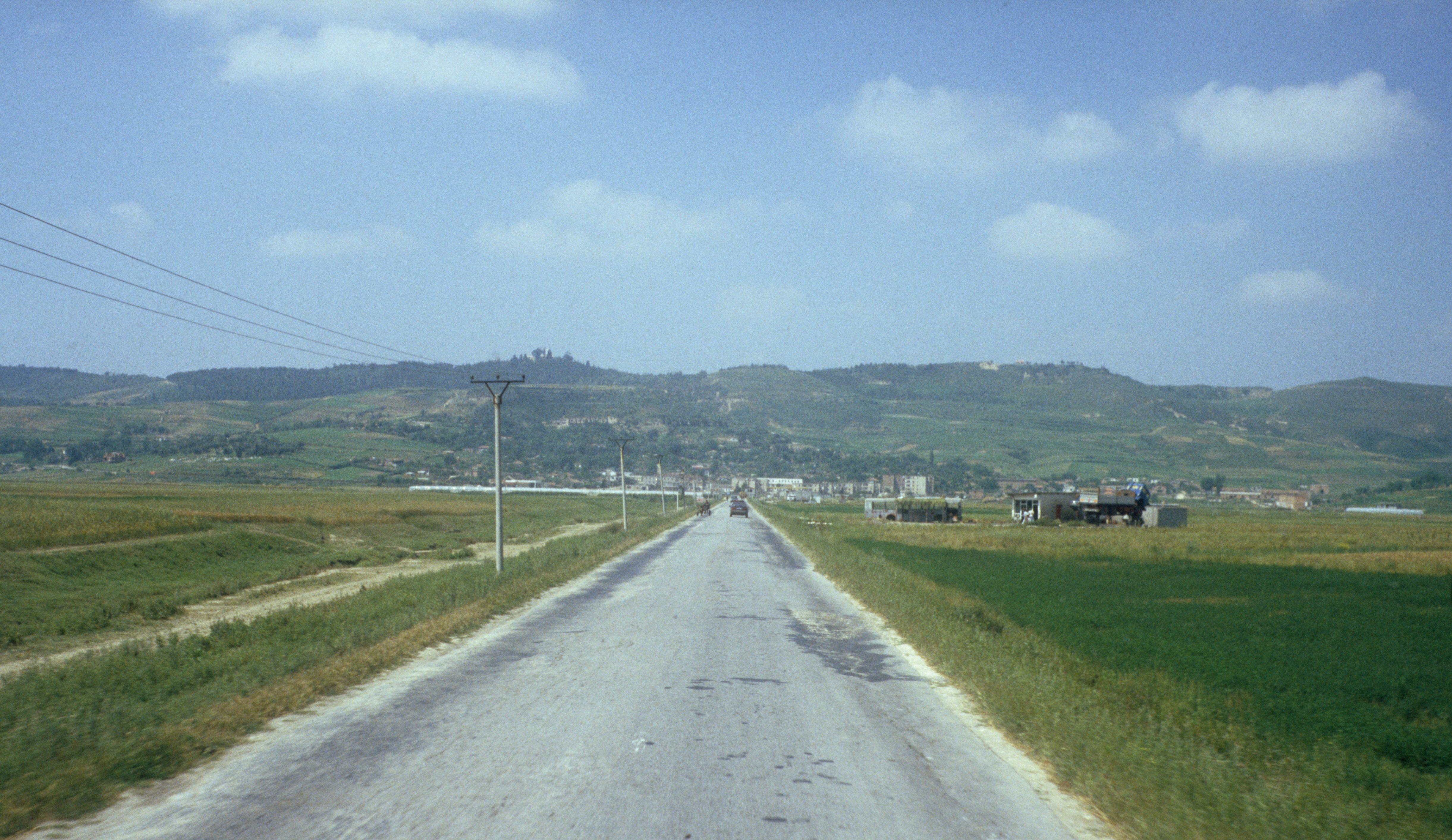
Zufahrt zum Dorf von Nordosten über die Nationalstraße im Jahr 1998

Die Nationalstraße passierte früher den Dorfrand von Kolonja, wo sie aus der Ebene kommend nach Süden abzweigte und sich im weiteren Verlauf dem Hügelfuß entlangwindete. 
Seit 2009 ist die SH4 in diesem Bereich zur vierspurigen Schnellstraße ausgebaut. Zwischen Lushnja und Kolonja verläuft diese entlang der alten Straße. Einen Kilometer östlich von Kolonja wird die Schnellstraße durch einen zweispurigen Kreisverkehr unterbrochen. Die Straße führt von diesem in der flachen Ebene parallel zum Hügel nach Süden. Der alte Straßenverlauf von Kolonja nach Fier hingegen wird kaum unterhalten und ist somit stellenweise in einem schlechten Zustand.
Vom Dorf Kolonja aus – nicht vom Dorf Ardenica – führt eine asphaltierte Straße zum Kloster hoch.
Die Eisenbahnstrecke Lushnja–Fier der Hekurudha Shqiptare umgeht Kolonja in einem weiten Bogen nordwestlich. Die Haltepunkte Gradishta, rund vier Kilometer nördlich von Bitaj, und Libofsha, rund drei Kilometer westlich auf der anderen Seite des Hügels Gureza, waren kaum je gut erreichbar. Auch heute führt keine Straße vom Kloster auf der Westseite des Hügels den Hang hinab.

## Geschichte

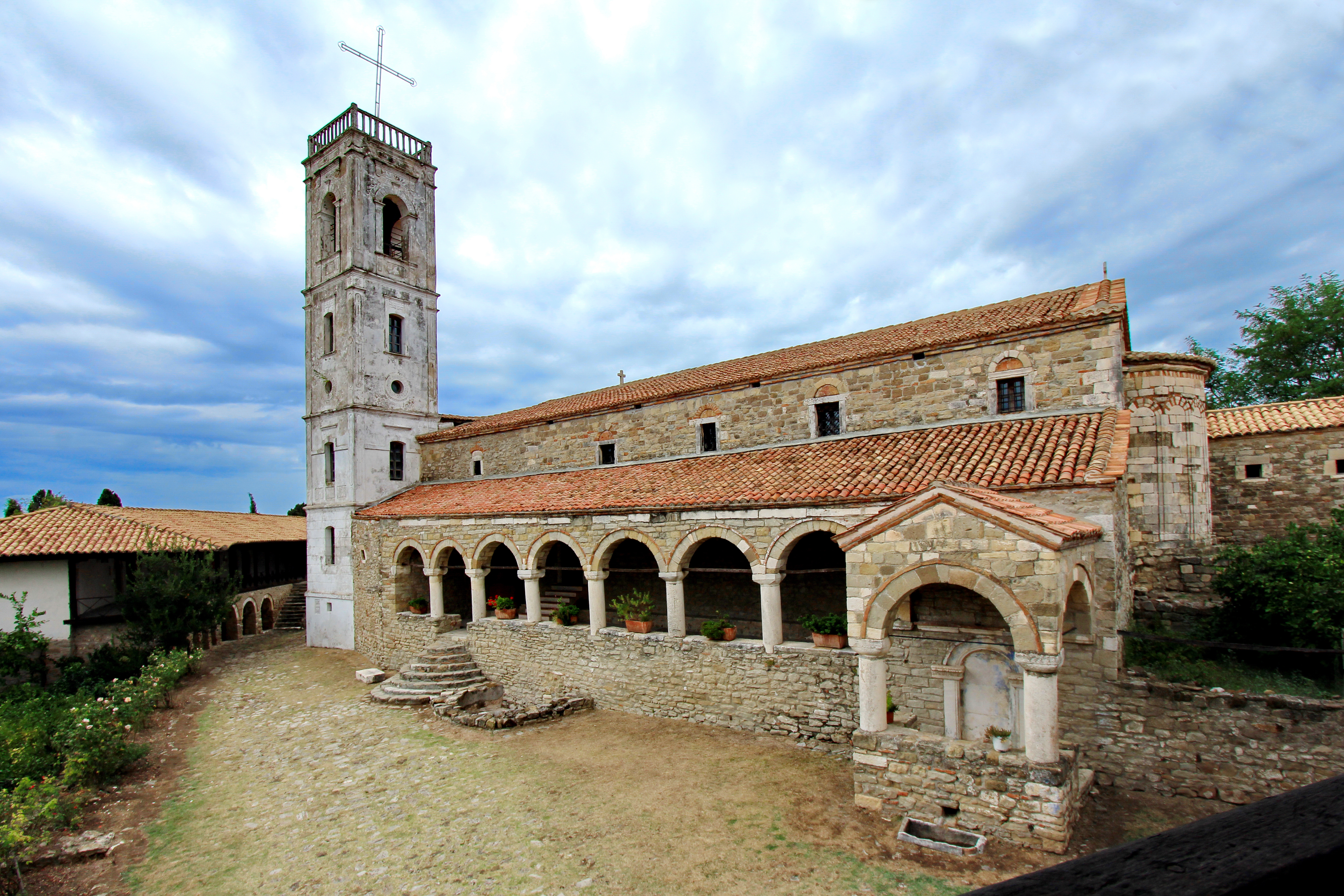
Marienkirche im Kloster Ardenica

Das orthodoxe Kloster Ardenica auf dem Hügel wurde im 13. oder 14. Jahrhundert gegründet. Auch die Marienkirche von Bishqethëm (Kisha e Fjetja e Shën Mërisë), die im Jahr 1798 erbaut worden ist, soll auf einen sehr alten, von den Osmanen zerstörten Vorgängerbau aus dem 13. Jahrhundert zurückgehen. Nur wenig jünger ist die gewaltige Nikolauskirche (Kisha e Shën Kollit) im Nachbardorf Krutja e Sipërme, die aus dem Jahr 1804 stammt und wegen ihrer Wandmalereien von Nikollë Çetiri ebenso wie die Kirche von Bishqethëm und das Kloster Ardenica zu den nationalen Kulturdenkmälern zählt.
Das Kloster war eine Pilgerstätte, die von Christen und Muslimen besucht wurde. Eine Quelle sollte wundersame Heilung bringen. Durch Schenkungen der Pilger erlangte das Kloster viel Reichtum. Nach dem Religionsverbot im kommunistischen Albanien wird das Kloster seit 1992 wieder von Mönchen bewohnt.
Die große Ebene war lange sehr sumpfig, nur schwer zugänglich und malariaverseucht. Richtige Fahrstraßen fehlten, und die wichtigsten Saumpfade folgten anderen Routen. Die direkte Verbindung Lushnja – Kolonja – Fier wurde erst um 1930 mit dem Bau der Nationalstraße erschlossen.
1956 wurde der Boden in Kolonja verstaatlicht und eine landwirtschaftliche Kooperative gegründet. Dabei wurde der Ort auch mit dem Nachbardorf Bubullima, drei Kilometer südwestlich, zusammengelegt.
Für 1989 wurde die Bevölkerungszahl mit 6967 Einwohnern angegeben, für das Jahr 2001 mit 7099. Dank der guten Erschließung und den guten Böden gehörte Kolonja ein Weilchen zu den Orten in Albanien, die weniger stark von Aus- und Abwanderung betroffen waren. Dies hat sich seither gewandelt. Im Jahr 2011 hatte Kolonja 5728 Einwohner. Von 2001 bis 2023 hat Kolonja 42 % der Einwohner verloren.
Die Einwohnerzahl verteilte sich 1989 folgendermaßen auf die Dörfer: Kolonja, das Zentrum der Gemeinde, hatte 2148 Einwohner; die größeren Dörfer waren Gorrea mit 896, Ardenica mit 891 und Bishqethëm mit 760 Einwohnern; es folgten Rrapëza Fshat mit 574 und Lumth mit 499 Einwohnern; zu den kleineren Fraktionen zählen Bitaj mit 418, Rrapëza Sektor mit 406 und Shakuj mit 375 Einwohnern.

## Tourismus
Das Kloster Ardenica ist eine der bedeutendsten historischen religiösen Sehenswürdigkeiten Mittelalbaniens. Bereits Ende der 1980er Jahre wurde es touristisch ausgebaut, die Klosterzellen hätten zu Hotelzimmern umgebaut werden sollen.
Als einer der Orte im Projekt „100 Dörfer“ sollte der Tourismus in Ardenica seit 2018 staatlich gefördert werden. Die Bewohner von Kolonja und Ardenica beklagten 2023 aber, dass bisher keine oder kaum Investitionen getätigt worden seien.